# 내가 고백을 하면
"내가 고백을 하면"은 2012년에 개봉한 대한민국의 영화이다.

## 캐스팅
- 김태우 : 인성 역
- 예지원 : 유정 역
- 서범석 : 원길 역
- 안영미 : 진영 역
- 백원길 : 용락 역
- 백도빈 : 재호 역
- 안지혜 : 유미 역
- 서영화 : 혜진 역
- 박상연 : 영진 역
- 홍지영 : 정임 역
- 이은채 : 비빔녀 1 역
- 이문정 : 비빔녀 2 역
- 박지홍 : 투자사 직원 1 역
- 류승수 : 본인 역 (특별출연)
- 백종학 : 투자사직원  역 (특별출연)
- 이상순 : 준영 역 (특별출연)
- 박해일 : 라디오 평론가 역 (특별출연)
- 장석원 : 비빔남 역 (특별출연)
- 한성근 : 사망선고의사 역 (특별출연)